# Clan MacKenzie
Pour les articles homonymes, voir Mackenzie.
Le clan Mackenzie est un clan écossais des Highlands. Ses terres sont traditionnellement composées du Kintail et du Ross.

## Histoire

### Origine
Le nom de Mackenzie en gaélique écossais est MacCoinneach. Les Mackenzies sont soupçonnés d'avoir la même origine que le clan Matheson et le clan Anrias. Tous trois sont dits descendre de Gilleoin de l'Aird, un dynaste qui vivait au début du XIIe siècle, et les chefs du clan Mackenzie sont dits avoir été établis en 1297 dans leur grande forteresse sur l'île d'Eilean Donan.
Les premiers récits traditionnels de l'histoire du clan Mackenzie le disent originaire d'un ancêtre Fitzgerald. Ces histoires sont celles de John Mackenzie d'Applecross (mort en 1684), George Mackenzie, premier comte de Cromarty (mort en 1714) et du manuscrit Ardintoul et Allangrange. Il est supposé que tous ces récits dérivent d'un seul manuscrit maintenant perdu, écrit en 1576 par William MacQueen, curé d'Assynt.

### Conflits auXVesiècle
En 1452 un soulèvement contre le comte de Ross mené par un allié du clan Mackenzie entraîna la prise en otage du neveu du comte. Il en résultat la bataille de Bealach nam Broig dans le nord ouest du Ross-shire et la libération du neveu du comte de Ross.
En 1488 le clan Mackenzie, mené par Hector Roy Mackenzie, participa à la bataille de Sauchieburn pour soutenir le roi Jacques III d'Écosse. Mais après la défaite des forces du roi et la mort de ce dernier, Hector s'échappa de justesse et retourna dans le Ross-shire où il prit le Redcastle au Clan Rose.
Le chef du clan Donald, seigneur des Îles, a démissionné du titre de comte de Ross au profit du roi en 1477. Par la suite le Ross-shire fut constamment envahi par les îliens du clan MacDonald. En 1491 la bataille de Blar Na Pairce opposa les Mackenzie et les MacDonald.
En 1493, le roi Jacques IV d'Écosse retira le titre de seigneur des Îles au puissant chef du clan Donald. En 1497 le clan MacDonald se rebella contre le roi. Les MacDonald envahirent de nouveau les terres fertiles du Ross-shire où ils furent de nouveau battus et repoussés de ce territoire par les Mackenzies à la bataille de Drumchatt.

### Conflits auXVIesiècle
Durant les guerres anglo-écossaises John Mackenzie, 9e lord de Kintail mena le clan à la bataille de Flodden en 1513. John Mackenzie se battit également à la bataille de Pinkie Cleugh en 1547 pendant laquelle il fut capturé par les Anglais. Cependant son clan paya une rançon pour sa libération.
L'importance grandissante du clan Mackenzie fut démontré en 1544 quand le comte de Huntly, le lieutenant du Nord, commanda au chef John Mackenzie de lever son clan contre le clan Ranald de Moidart. Le chef du clan Mackenzie refusa et les alliés des Huntly, le clan Grant, le clan Ross et le clan MacKintosh refusèrent d'attaquer les Mackenzies. Depuis cet épisode les Mackenzies sont reconnus comme une force indépendante et importante dans le nord ouest.
Le 13 décembre 1545 à Dingwall, le comte de Sutherland entra en colère quand John Mackenzie de Kintail réserva seulement son allégeance à la jeune Marie Stuart, reine d'Écosse. À la bataille de Langside en 1568 les Mackenzies ont combattu aux côtés de Marie contre les forces de son demi-frère James Stuart comte de Moray. Kenneth Mackenzie, chef du clan, 10e lord de Kintail mourut peu après.
En 1570 une querelle éclate avec les Munros à propos du château de Chanonry. Andrew Munro de Milntown le defendit pendant trois ans contre le clan Mackenzie au prix de lourdes pertes des deux côtés. La querelle fut terminée quand le château fut rendu aux Mackenzies.

### Guerre civile auXVIIesiècle
Au début du XVIIe siècle, le territoire des Mackenzies s'étendait de Black Isle à l'est jusqu'aux Hébrides extérieures à l'ouest. Il incluait l'île de Lewis et le Loch Alsh. La bataille de Morar en 1602 opposa le clan Mackenzie et le clan MacDonell de Glengarry.
En 1623, le chef du clan Colin Mackenzie fut nommé comte de Seaforth, du nom d'un loch de l'île de Lewis.

### Rébellions jacobites
Durant la rébellion jacobite de 1715 le chef William Mackenzie, 5e comte de Seaforth combattit auprès des rebelles Jacobites. Cependant, durant la rébellion jacobite de 1745 le clan Mackenzie fut divisé : le chef, Kenneth Mackenzie, leva des milices pour aider le gouvernement anglais contre les Jacobites tandis qu'une large partie du clan se positionna en faveur du cousin du chef, George Mackenzie, 3e comte de Cromartie qui était Jacobite.

### Époque moderne
Un nombre important de régiments du clan Mackenzie furent créés, incluant le Highland Light Infantry (1777), les Seaforth Highlanders (1778), et le second bataillon des Seaforth Highlanders, connu comme les Ross-shire Buffs (1793). Tous ces régiments portaient le tartan des Mackenzie. Né en 1754, Francis Mackenzie, 1er baron de Seaforth, le dernier lord Seaforth leva un régiment pour l'armée anglaise en 1778, le 72e Highlanders, et enfin le 78e en 1793. Tous se sont distingués en combattant Napoléon et furent plus tard amalgamés dans la Queen's Own Highlanders.
Le 78e Highlanders, comme il fut d'abord appelé, fut levé en 1778 avec des hommes du Seaforth et d'autres régions des terres du clan. Le comte de Seaforth, ayant levé ses hommes, navigua avec eux en Inde en 1781, mais mourut là bas quelques mois plus tard. Pendant les guerres en Inde, Colin Mackenzie (1754-1821) était le surveillant général d'Inde et un collectionneur d'art. Il produisit plusieurs des cartes détaillés d'Inde, et ses recherches et ses collections contribuèrent de façon importante aux études en Asie.